# 波索卡尼亚达
波索卡尼亚达，是西班牙卡斯蒂利亚-拉曼恰自治区阿尔瓦塞特省的一个市镇。 总面积307km², 总人口2690人（2001年），人口密度9人/km²。